# Sărnak, Kărdjali
Sărnak (în bulgară Сърнак) este un sat în comuna Krumovgrad, regiunea Kărdjali,  Bulgaria. 

## Demografie
Componența etnică a satului Sărnak
     Turci (92,36%)
     Bulgari (4,58%)
     Nicio identificare (3,05%)
     Altele (0%)
La recensământul din 2011, populația satului Sărnak era de 131 locuitori. Din punct de vedere etnic, majoritatea locuitorilor (92,36%) erau turci, cu o minoritate de bulgari (4,58%). Pentru 3,05% din locuitori nu este cunoscută apartenența etnică.